# عبیدالله بن السری
عبیدالله بن السری (عربی: عبيد الله بن السري) فرمانروای مصر در دوران خلافت عباسی بود.